# NGC 1135
NGC 1135 is een spiraalvormig sterrenstelsel in het sterrenbeeld Slingeruurwerk. Het hemelobject werd op 11 september 1836 ontdekt door de Britse astronoom John Herschel.

## Synoniemen
- PGC 10800
- ESO 154-18